# Tonite
Tonite — пятнадцатый студийный альбом немецкой евродиско-группы Bad Boys Blue, вышедший в 2000 году. Композиция «Love Really Hurts Without You» в исполнении Джона МакИнерни. В композициях «S.O.S. For Love (Rap Edit)» и «Do What You Do (Rap Edit)» рэп-партии в исполнении Кевина МакКоя.

## Список композиций
1. «I’ll Be Good» (3:54)
2. «Do What You Do» (3:32)
3. «S.O.S. For Love» (3:36)
4. «Waiting For Tonight» (3:35)
5. «Somewhere In My Heart» (3:50)
6. «I Wanna Fly» (3:50)
7. «Take A Piece Of My Heart» (3:49)
8. «You Take Me To The Light» (3:34)
9. «Close Your Eyes» (3:22)
10. «Heaven Must Be Missing You» (3:18)
11. «You’re The Reason» (3:51)
12. «Love Really Hurts Without You» (3:59)
13. «S.O.S. For Love (Rap Edit)» (3:07)
14. «Do What You Do (Rap Edit)» (3:40)